# Jaap van Dissel
Jaap Tamino van Dissel (Amsterdam, 29 april 1957) is een Nederlands infectioloog en hoogleraar aan de Universiteit Leiden met als leeropdracht Inwendige geneeskunde, in het bijzonder infectieziekten. Van Dissel werd in 2020 bij het grote publiek bekend door zijn rol bij de bestrijding van COVID-19. Hij is een kleinzoon van de kunstenaar en galeriehouder Johan D. Scherft.

## Loopbaan
Na zijn eindexamen aan het Alkmaarse Murmellius Gymnasium studeerde Van Dissel geneeskunde aan de Universiteit Leiden. Op 3 december 1987 promoveerde hij daar cum laude bij Ralph van Furth op zijn proefschrift over afweermechanismen tegen intracellulair groeiende bacteriën zoals salmonella en listeria.
Voordat Van Dissel in 2013 Roel Coutinho opvolgde bij het RIVM was hij hoofd van de afdeling Infectieziekten bij het Leids Universitair Medisch Centrum (LUMC), waar hij in 1988 als arts was begonnen. Daarnaast was hij hoofdopleider Interne geneeskunde en voorzitter van het Centrum voor Infectieziekten. Hij wisselde zijn carrière bij het LUMC af met een onderzoeksperiode bij het Duke University Medical Center in Durham (North Carolina) en het Cold Spring Harbor Laboratory in de staat New York.
Hij werd in 1999 benoemd tot gewoon hoogleraar aan de Universiteit Leiden als opvolger van zijn promotor Van Furth. Zijn oratie op 19 mei 2000 had als titel Samenleven in vóórtdurende onrust. Sinds zijn benoeming bij het RIVM bekleedt hij het hoogleraarschap nog één dag in de week.
Van Dissel begeleidde meer dan 25 promovendi en publiceerde meer dan 280 wetenschappelijke artikelen, grotendeels over infectieziekten. Daarnaast schreef hij mee aan ruim 75 opleidingsmodules en boeken over infectieziekten. Zijn onderzoeksgebieden zijn in het bijzonder:
- afweerstoornissen
- klinische infectieziekten
- antibiotica en antibioticabeleid
- cellulaire immuniteit en intracellulaire infecties

Van 2007 tot 2013 was hij lid van de Gezondheidsraad.
In 2021 ontving hij een eredoctoraat van de Universiteit Maastricht vanwege het combineren van wetenschappelijk werk met het bereiken van een breed publiek in een maatschappelijke rol.
Van 2013 tot zijn pensionering in 2024 was hij directeur van het Centrum Infectieziektebestrijding (CIb) van het Rijksinstituut voor Volksgezondheid en Milieu (RIVM).

## Coronacrisis
Vanaf 2020 kwam Van Dissel in Nederland veelvuldig in het nieuws vanuit zijn functie bij het RIVM en als voorzitter van het Outbreak Management Team, naar aanleiding van de coronacrisis – de uitbraak in Nederland van het 'coronavirus' SARS-CoV-2 dat de besmettelijke luchtwegaandoening COVID-19 veroorzaakt. Mede op zijn advies werden door het kabinet-Rutte III maatregelen voor de volksgezondheid genomen om verspreiding van deze virusziekte tegen te gaan. Als spreker bij enkele persconferenties van de regering lichtte hij de achtergronden van deze maatregelen toe. Ook gaf Van Dissel regelmatig technische briefings aan de Vaste Kamercommissie voor Volksgezondheid, Welzijn en Sport over de stand van zaken bij de coronacrisis.

## Persoonlijk
Van Dissel is een enthousiast amateur-sterrenkundige en besteedt in zijn vrije tijd nog altijd veel tijd aan het waarnemen van sterren en planeten. Daarnaast heeft hij een bijzondere interesse in het onderzoeken van historische infectieziektegevallen. Zo heeft hij een belangrijke bijdrage geleverd aan het uitpluizen van het verhaal van Mary Mallon ("Typhoid Mary"), de eerste bekende symptoomloze drager van buiktyfus in de Verenigde Staten. Ook deed hij in Suriname onderzoek naar de oorzaken van massale sterfte onder Nederlandse kolonisten in de negentiende eeuw.

## Onderscheidingen
- Bij zijn afscheid als directeur van het Centrum Infectieziektebestrijding van het RIVM:
  - Commandeur in de Orde van Oranje-Nassau;
  - Jennerpenning.
- In 2021 kreeg Jaap van Dissel de Akademiepenning voor zijn rol bij de bestrijding van COVID-19. Hij kreeg deze penning van de Koninklijke Nederlandse Akademie van Wetenschappen (KNAW).

- Gemeinsame Normdatei: 1226160263
- International Standard Name Identifier: 0000 0000 3795 5370
- Library of Congress Control Number: n99028178
- Nederlandse Thesaurus van Auteursnamen: 073177865
- ORCID: 0000-0002-3857-331X
- Virtual International Authority File: 28862443
- WorldCat: E39PBJvMDB7VFCPV8wWpdJmfMP